# Сласка
Сласка (словац. Slaská) — село, громада округу Ж'яр-над-Гроном, Банськобистрицький край, центральна Словаччина, регіон Теков. Кадастрова площа громади — 16 км².
Населення 476 осіб (станом на 31 грудня 2017 року).

## Історія
Сласка згадується в 1454 році.

## Населення
| Рік:            | 1994. | 2004.   | 2014.   | 2024.    |
| --------------- | ----- | ------- | ------- | -------- |
| Кількість осіб: | 464   | 460     | 467     | 549      |
| Різниця:        |       | -0,86 % | +1,52 % | +17,55 % |

| Рік:            | 2023. | 2024.   |
| --------------- | ----- | ------- |
| Кількість осіб: | 550   | 549     |
| Різниця:        |       | -0,18 % |